# Surniculus
Surniculus – rodzaj ptaków z rodziny kukułkowatych (Cuculidae).

## Występowanie
Azja Południowa i Południowo-Wschodnia.

## Systematyka
Do rodzaju należy jeden gatunek:
- Surniculus lugubris – kukielczyk

Systematyka w obrębie rodzaju niepewna, część systematyków dzieli takson Surniculus lugubris na cztery gatunki:
- Surniculus velutinus (kukielczyk aksamitny),
- Surniculus lugubris (kukielczyk żałobny),
- Surniculus dicruroides (kukielczyk indochiński),
- Surniculus musschenbroeki (kukielczyk molucki).